# Iosif Schomaker
Joseph Heinrich von Schomacker lub Iosif Schomaker (ur. 31 marca 1859 w Daugavgrīvie, zm. 17 lipca 1931 w Kötzschenbrodzie) – rosyjski żeglarz, olimpijczyk, zdobywca brązowego medalu w regatach na Letnich Igrzyskach Olimpijskich w 1912 roku w Sztokholmie.
Na Letnich Igrzyskach Olimpijskich 1912 zdobył brąz w żeglarskiej klasie 10 metrów. Załogę jachtu Gallia II tworzyli również Esper Biełosielski, Ernst Brasche, Nikołaj Pusznicki, Aleksandr Rodionow, Philipp Strauch i Karl Lindholm.